# 13. Oberste Volksversammlung

Sitzverteilung in der 13. Obersten Volksversammlung:
Partei der Arbeit Koreas (607)
Koreanische Sozialdemokratische Partei (50)
Chondoistische Ch’ŏngu-Partei (22)
Parteilose (8)

Die 13. Oberste Volksversammlung Nordkoreas wurde nach den Parlamentswahlen 2014 gebildet. Sie ist die Oberste Volksversammlung in der 13. Legislaturperiode und damit formell das höchste Machtorgan des Staates. Ihr gehören 687 Abgeordnete an.

## Parlamentssitzungen

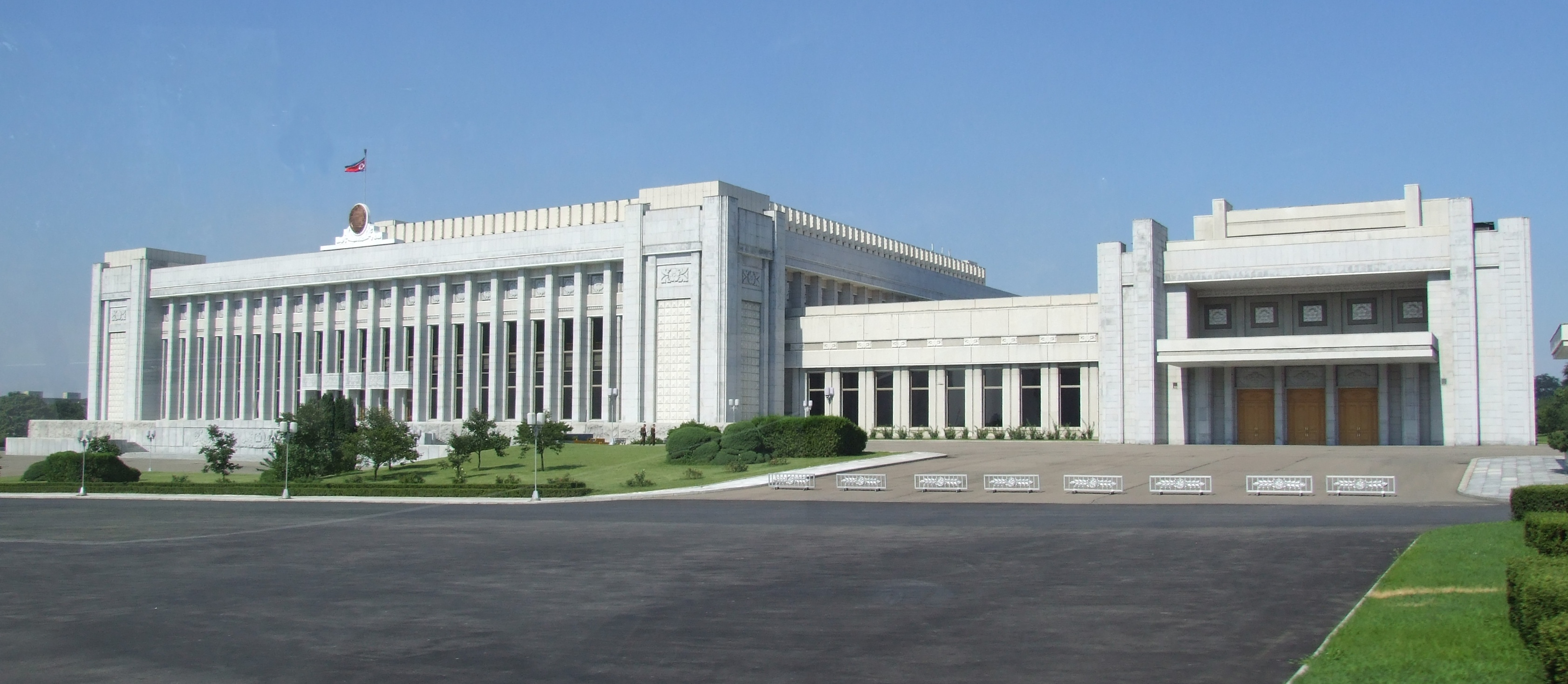
Die Mansudae-Kongresshalle, Tagungsort der Parlamentssitzungen

Die Sitzungen der Obersten Volksversammlung finden in der Mansudae-Kongresshalle statt. Bis auf Ausnahmen tagt das Parlament einmal jährlich. Es gilt international als undemokratisches Scheinparlament ohne eigene Gestaltungsmacht.

### Erste Sitzung
Die konstituierende Sitzung des neu gewählten Parlaments fand am 9. April 2014 statt. Choe Thae-bok wurde als Vorsitzender der Obersten Volksversammlung wiedergewählt. Zu stellvertretenden Vorsitzenden wurden An Tong-chun und Ri Hye-jong gewählt. Kim Phyong-hae wurde zum Vorsitzenden der Parteikontrollkommission gewählt; Pak Yong-sik, Kang Phil-hun, Ri Man-gon, Cha Yong-myong, Kim Yong-ho und Kim Hyong-nam als ihre Mitglieder. Entsprechend der Tagesordnung wurde Kim Jong-un als Vorsitzender der Nationalen Verteidigungskommission wiedergewählt. Ebenso wurde Kim Yong-nam erneut als Parlamentspräsident bestätigt. Ins Präsidium der Obersten Volksversammlung wurden daneben auch gewählt:
- Yang Hyong-sop, Vizepräsident
- Kim Yong-dae, Vizepräsident (Vorsitzender der Koreanischen Sozialdemokratischen Partei)
- Kim Yŏng-ju, Ehrenvizepräsident
- Choe Yong-rim, Ehrenvizepräsident
- Hong Son-ok, Generalsekretär
- Kim Yang-gon
- Thae Jong-su
- Jon Yong-nam
- Hyon Sang-ju
- Ri Myong-gil
- Kim Jong-sun
- Kim Wan-su
- Ryu Mi-yong (Vorsitzende der Chondoistischen Ch’ŏngu-Partei)
- Kang Myong-chol
- Kang Su-rin
- Jon Kyong-nam

Zu Mitgliedern der Nationalen Verteidigungskommission wurden neben Kim Jong-un gewählt:
- Choe Ryong-hae, stellvertretender Vorsitzender
- Ri Yong-mu, stellvertretender Vorsitzender
- O Kŭng-nyŏl, stellvertretender Vorsitzender
- Jang Jong-nam
- Pak To-chun
- Kim Won-hong
- Choe Pu-il
- Jo Chun-ryong

Pak Pong-ju wurde im Amt des Regierungschefs bestätigt. Ebenso wurden weitere Regierungsmitglieder gewählt. Im Amt des Generalstaatsanwalts wurde Jang Pyong-gyu bestätigt. Vorsitzender des Obersten Gerichts wurde Pak Myong-chol.

### Zweite Sitzung
Die zweite Sitzung fand am 25. September 2014 unter Abwesenheit von Kim Jong-un statt, was international Spekulationen zu dessen Gesundheitszustand auslöste. Choe Ryong-hae wurde als Stellvertreter Kim Jong-uns abgesetzt und Hwang Pyong-so als dessen neuer Stellvertreter der Nationalen Verteidigungskommission berufen.